# Castelo Midhope

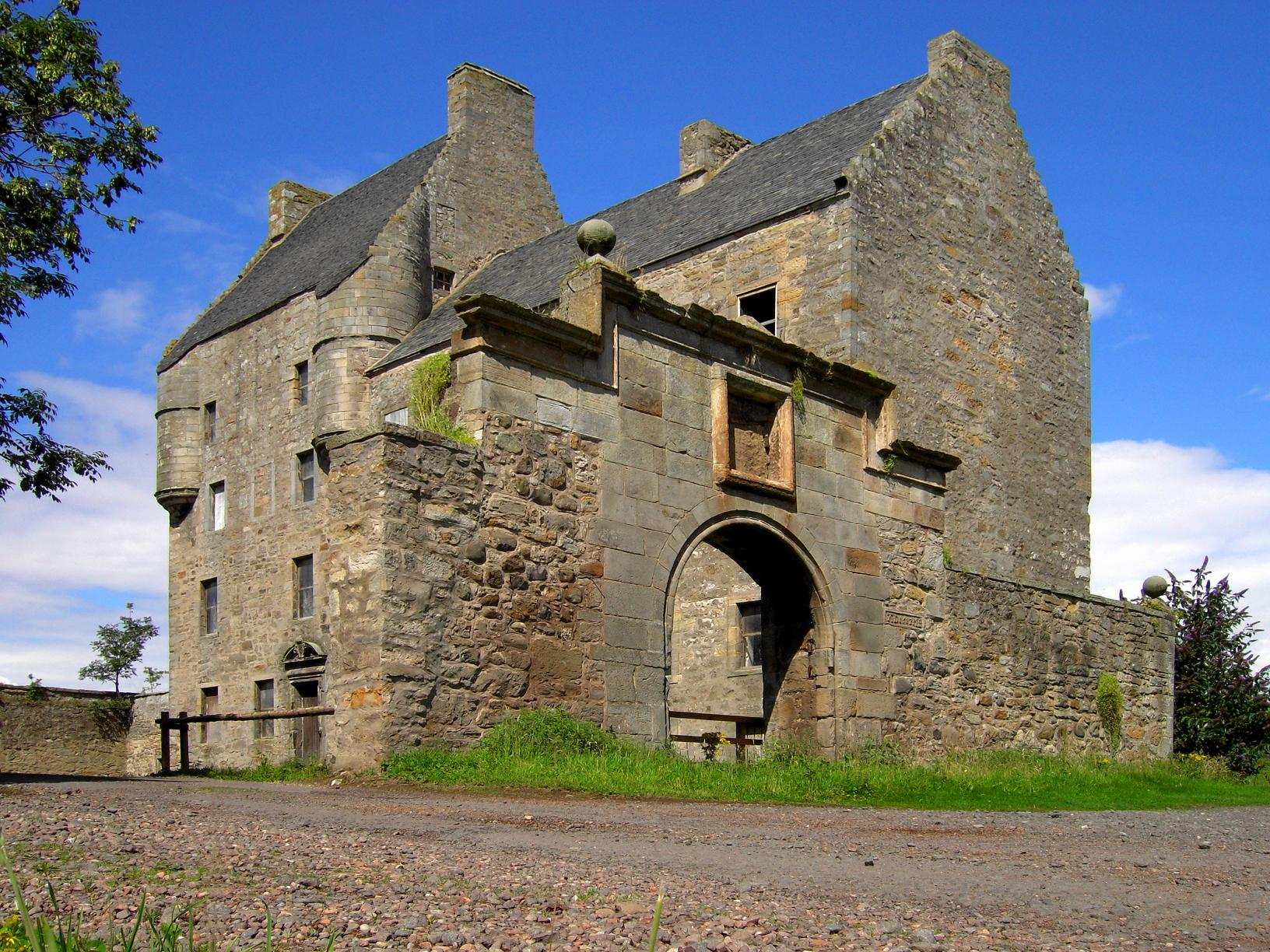
Castelo Midhope, Escócia

O Castelo Midhope (em inglês:  Midhope Castle) é um castelo do século XVI localizado em Abercorn, West Lothian, Escócia.

## História
Pertenceu originalmente ao Clã Drummond, passando para o Clã Livingstone.
Encontra-se classificado na categoria "A" do "listed building" desde 22 de fevereiro de 1971.